# Liolaemus etheridgei
Liolaemus etheridgei — вид ігуаноподібних ящірок родини Liolaemidae. Ендемік Перу. Вид названий на честь американського герпетолога Річарда Емметта Етеріджа.

## Поширення і екологія
Liolaemus etheridgei мешкають в Перуанських Андах, в регіонах Арекіпа і Мокеґуа. Вони живуть в сухих вичокогірних чагарникових заростях і лісах Polylepis та на межі поясу високогірних чагарників і гірських луків. Зустрічаються на висоті від 2400 до 4269 м над рівнем моря. Живляться комахами, є живородними.